# 몬텔레오네로카도리아
몬텔레오네로카도리아(Monteleone Rocca Doria, 사르데냐어: Monteleone)는 사르데냐 이탈리아 지역의 사사리도에 있는 코무네로, 칼리아리에서 북서쪽으로 약 150 킬로미터 (93 mi), 사사리 (사르데냐)에서 남쪽으로 약 30 킬로미터 (19 mi) 떨어져 있다. 2018년 기준으로 인구는 99명이고 면적은 13.0 제곱킬로미터 (5.0 mi2)이다.
몬텔레오네로카도리아는 다음 코무네와 접해 있다: 파드리아, 로마나, 빌라노바 몬텔레오네.